# Dolichogryllus camerunensis
Dolichogryllus camerunensis is een rechtvleugelig insect uit de familie krekels (Gryllidae). De wetenschappelijke naam van deze soort is voor het eerst geldig gepubliceerd in 1910 door Bolívar.